# Спавачи (филм, 1996)
Спавачи (енгл. Sleepers) је амерички филм из 1996. које је заснован на истоименом роману Лоренца Каркатере.

## Радња
Прича о четворици њујоршких пријатеља из „Паклене кухиње“ који се након трагичне несреће нађу у реформској школи, где постају жртве сексуалног злостављања од стране садистичких чувара.
Много година касније, двојица од четворице пријатеља случајно сретну у бару чувара-надзорника Шона Нокса (Кевин Бејкон), који им се ругао у колонији, и, без размишљања, убили га пред посетиоцима бара. Ово је први корак пријатеља да освете своје погажено детињство и као резултат тога сломљен живот. На суђењу против њих, један од ове четворице пријатеља, Мајкл Саливен (Бред Пит), наступа као тужилац, чији је циљ да изгуби случај и тако ослободи пријатеље. Један од сведока на суђењу је католички свештеник - Бобијев отац (Роберт Де Ниро), њихов пријатељ и духовни ментор од детињства. Након што сазна шта су његови другови морали да претрпе у реформској школи, свештеник се налази пред тешким избором, али на крају намерно чини кривоклетство како би спасао своје пријатеље који раније нису били заштићени.

## Улоге
| Глумац         | Улога                     |
| -------------- | ------------------------- |
| Кевин Бејкон   | Шон Нокс                  |
| Били Крудап    | Томи Марсано              |
| Роберт де Ниро | отац Боби                 |
| Рон Елдард     | Џон Рајли                 |
| Мини Драјвер   | Карол Мартинез            |
| Виторио Гасман | Кинг Бени                 |
| Дастин Хофман  | Дани Санјдер              |
| Тери Кини      | Ралф Фергусон             |
| Бруно Кирби    | Шејксов отац              |
| Френк Медрано  | дебели Манчо              |
| Џејсон Патрик  | Лоренцо „Шејкс“ Каркатера |
| Бред Пит       | Мајкл Саливан             |
| Џозеф Ферино   | млади Шејкс               |
| Бред Ренфро    | млади Мајкл               |
| Џефри Вигдор   | млади Џон                 |
| Џонатан Такер  | млади Томи                |